# 新加坡中华总商会

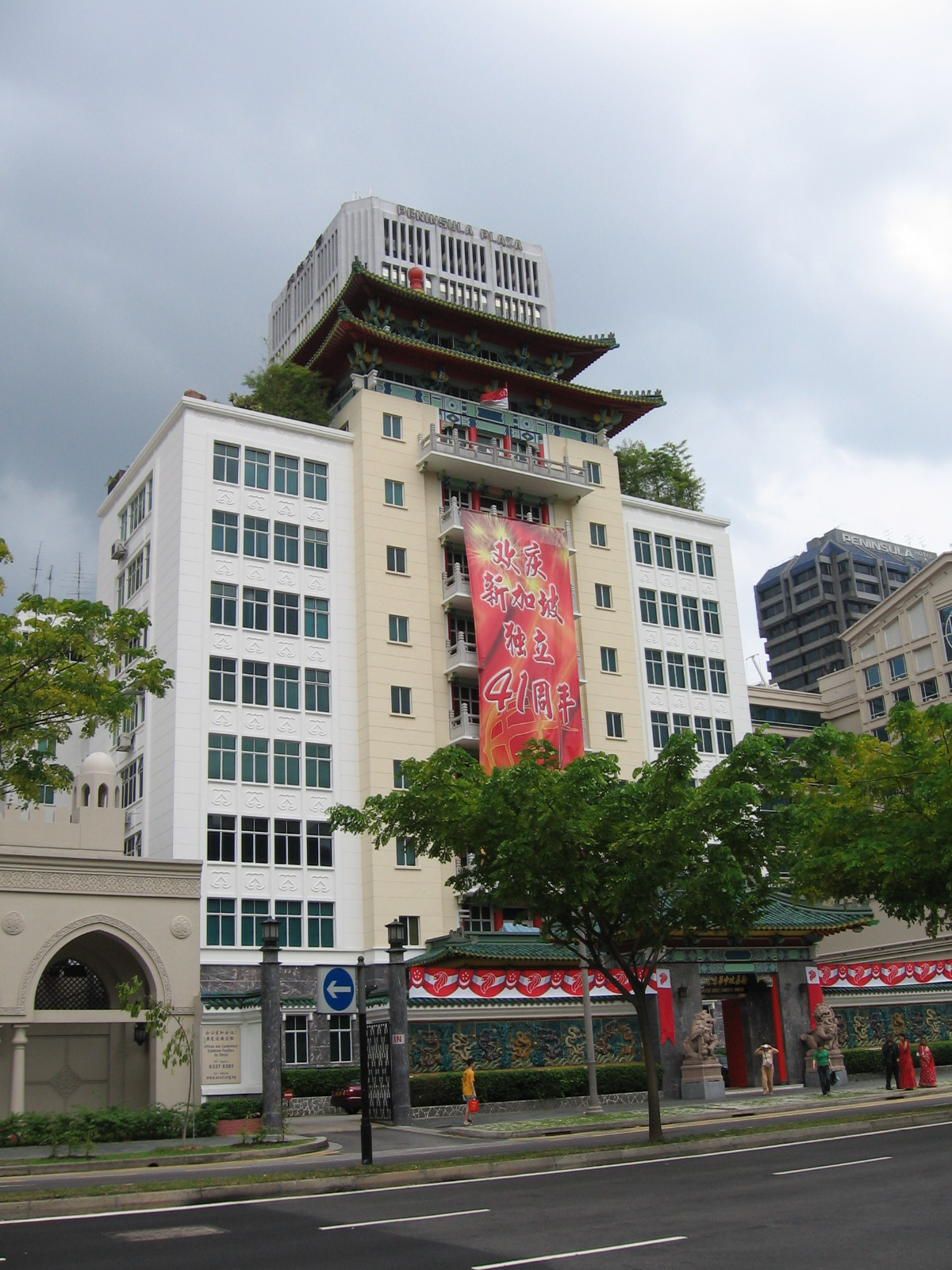
新加坡中华总商会大楼

新加坡中华总商会（Singapore Chinese Chamber of Commerce and Industry ) 是位於新加坡的一個商会。
新加坡中华总商会于1906年由华人創辦，並于1977年更改为现名。 截至2016年，新加坡的4,000多家公司和150多个行业协会為该组织的成員。 

## 总商会大樓
新加坡中华总商会大楼位于禧街，它的對面是亚米尼亚教堂。自二十世纪初以来，该组织的总部就设在这里。 
1964年以前，大樓是一栋两层楼的建筑。现有建筑于1962年开工建设，並于1964年9月20日正式启用。该建筑融合了中西风格。 